# Парк, Джефф
Джефф Парк (англ. Jeff Parke; род. 23 марта 1982, Абингтон, Пенсильвания) — американский футболист, защитник.

## Клубная карьера
Парк начал играть футбол в команде «Делко». Обучаясь в Дрекселовском университете, четыре года играл в студенческой лиге.
В 2004 году был выбран клубом «Метростарз» в ходе Супердрафта MLS. Дебютировал за ньюйоркцев в предсезонном Кубке Ла-Манги 2005, где забил победный гол в матче против норвежского клуба «Викинг», что помогло ему заработать место в стартовом составе «Метрос». В течение пяти сезонов он оставался одним из основных игроков команды в линии обороны. В целом до 2008 года он отыграл 132 матча за «Метростарз»/«Нью-Йорк Ред Буллз».
26 ноября 2008 года Парк был выбран в третьем раунде драфта расширения MLS клубом «Сиэтл Саундерс», но не получил контракт.
31 марта 2009 года подписал однолетний контракт с канадским клубом «Ванкувер Уайткэпс» из Первого дивизиона Объединённой футбольной лиги.
13 мая 2010 года Парк присоединился к «Сиэтл Саундерс». Играл в клубе три года и признавался лучшим защитником «Сиэтла» в сезонах 2011 и 2012.
7 декабря 2012 года был обменян в клуб «Филадельфия Юнион» на распределительные средства и пик первого раунда Дополнительного драфта 2013.
14 января 2014 года Парк был обменян в клуб «Ди Си Юнайтед» на Итана Уайта. Центральный защитник выходил в стартовом составе в первых 13-ти играх «чёрно-красных» в сезоне, пока 31 мая 2014 года в матче против «Спортинга Канзас-Сити» не получил травму и больше не играл за «Юнайтед». По окончании сезона 2014 «Ди Си Юнайтед» не продлил контракт с Парком.

## Международная карьера
4 января 2012 года Парк был вызван в расположение сборной США в рамках подготовки к товарищеским матчам против Венесуэлы и Панамы. Парк дебютировал за США в матче против Панамы 25 января 2012 года, заменив на 55-й минуте Криса Вондоловски.

## Скандал с допингом
16 октября 2008 года Парк, наряду с голкипером Джоном Конуэем, не прошёл допинг-контроль. Игроки были дисквалифицированы на 10 матчей и оштрафованы на сумму 10 % от их годового оклада.

## Статистика
| Клубное выступление | Клубное выступление | Клубное выступление | Лига | Лига | Кубок              | Кубок              | Плей-офф | Плей-офф | Континент | Континент | Итого | Итого |
| Сезон               | Клуб                | Лига                | Игры | Голы | Игры               | Голы               | Игры     | Голы     | Игры      | Голы      | Игры  | Голы  |
| США                 | США                 | США                 | Лига | Лига | Открытый кубок США | Открытый кубок США | Плей-офф | Плей-офф | КОНКАКАФ  | КОНКАКАФ  | Итого | Итого |
| ------------------- | ------------------- | ------------------- | ---- | ---- | ------------------ | ------------------ | -------- | -------- | --------- | --------- | ----- | ----- |
| 2004                | Нью-Йорк Ред Буллз  | MLS                 | 28   | 1    | 1                  | 0                  | 2        | 0        | 0         | 0         | 31    | 1     |
| 2005                | Нью-Йорк Ред Буллз  | MLS                 | 21   | 0    | 0                  | 0                  | 0        | 0        | 0         | 0         | 21    | 0     |
| 2006                | Нью-Йорк Ред Буллз  | MLS                 | 31   | 0    | 2                  | 0                  | 2        | 0        | 0         | 0         | 35    | 0     |
| 2007                | Нью-Йорк Ред Буллз  | MLS                 | 28   | 0    | 1                  | 0                  | 2        | 0        | 0         | 0         | 31    | 0     |
| 2008                | Нью-Йорк Ред Буллз  | MLS                 | 24   | 0    | 1                  | 0                  | 0        | 0        | 0         | 0         | 25    | 0     |
| Канада              | Канада              | Канада              | Лига | Лига | Первенство Канады  | Первенство Канады  | Плей-офф | Плей-офф | КОНКАКАФ  | КОНКАКАФ  | Итого | Итого |
| 2009                | Ванкувер Уайткэпс   | USL-1               | 7    | 0    | 5                  | 0                  | 0        | 0        | 0         | 0         | 12    | 0     |
| США                 | США                 | США                 | Лига | Лига | Открытый кубок США | Открытый кубок США | Плей-офф | Плей-офф | КОНКАКАФ  | КОНКАКАФ  | Итого | Итого |
| 2010                | Сиэтл Саундерс      | MLS                 | 20   | 0    | 3                  | 0                  | 1        | 0        | 2         | 0         | 26    | 0     |
| 2011                | Сиэтл Саундерс      | MLS                 | 28   | 1    | 3                  | 0                  | 2        | 0        | 4         | 0         | 37    | 1     |
| 2012                | Сиэтл Саундерс      | MLS                 | 30   | 0    | 2                  | 0                  | 4        | 0        | 3         | 0         | 39    | 0     |
| 2013                | Филадельфия Юнион   | MLS                 | 31   | 0    | 2                  | 0                  | 0        | 0        | 0         | 0         | 33    | 0     |
| 2014                | Ди Си Юнайтед       | MLS                 | 13   | 0    | 0                  | 0                  | 0        | 0        | 0         | 0         | 13    | 0     |
| Итого               | США                 | США                 | 254  | 2    | 15                 | 0                  | 13       | 0        | 9         | 0         | 291   | 2     |
| Итого               | Канада              | Канада              | 7    | 0    | 5                  | 0                  | 0        | 0        | 0         | 0         | 12    | 0     |
| Всего за карьеру    | Всего за карьеру    | Всего за карьеру    | 261  | 2    | 20                 | 0                  | 13       | 0        | 9         | 0         | 303   | 2     |

## Достижения
«Сиэтл Саундерс»
- Открытый кубок США (2): 2010, 2011